# Flaxlanden
Flaxlanden – miejscowość i gmina we Francji, w regionie Grand Est, w departamencie Górny Ren.
Według danych na rok 1990 gminę zamieszkiwało 1101 osób, 254 os./km².